# Tyrkiet ved sommer-OL 2020
Tyrkiet deltager under Sommer-OL 2020 i Tokyo som bliver afviklet i perioden 23. juli til 8. august 2021.  

## Medaljer
| 2020 Tokyo | Guld | Sølv | Bronze | Total |
| Tyrkiet    | 2    | 2    | 9      | 13    |

### Medaljevinderne
| Tyrkiet under sommer-OL 2020 i Tokyo | Tyrkiet under sommer-OL 2020 i Tokyo | Tyrkiet under sommer-OL 2020 i Tokyo | Tyrkiet under sommer-OL 2020 i Tokyo | Tyrkiet under sommer-OL 2020 i Tokyo |
| Medalje                              | Navn                                 | Sport                                | Event                                | Dato                                 |
| ------------------------------------ | ------------------------------------ | ------------------------------------ | ------------------------------------ | ------------------------------------ |
| Guld                                 | Mete Gazoz                           | Bueskydning                          | Mænds individuel                     | 31. juli                             |
| Guld                                 | Busenaz Sürmeneli                    | Boksning                             | Women's welterweight                 | 7. august                            |
| Sølv                                 | Eray Şamdan                          | Karate                               | Men's 67 kg                          | 5. august                            |
| Sølv                                 | Buse Naz Çakıroğlu                   | Boksning                             | Women's flyweight                    | 7. august                            |
| Bronze                               | Hakan Reçber                         | Taekwondo                            | Men's 68 kg                          | 25. juli                             |
| Bronze                               | Hatice Kübra İlgün                   | Taekwondo                            | Women's 57 kg                        | 25. juli                             |
| Bronze                               | Rıza Kayaalp                         | Brydning                             | Men's Greco-Roman 130 kg             | 2. august                            |
| Bronze                               | Yasemin Adar                         | Brydning                             | Damernes 76 kg fristil               | 2. august                            |
| Bronze                               | Ferhat Arıcan                        | Gymnastik                            | Men's parallel bars                  | 3. august                            |
| Bronze                               | Taha Akgül                           | Brydning                             | Mændenes 125 kg fristil              | 6. august                            |
| Bronze                               | Ali Sofuoğlu                         | Karate                               | Men's kata                           | 6. august                            |
| Bronze                               | Merve Çoban                          | Karate                               | Women's 61 kg                        | 6. august                            |
| Bronze                               | Uğur Aktaş                           | Karate                               | Men's +75 kg                         | 7. august                            |